# Massacre de Novotcherkassk

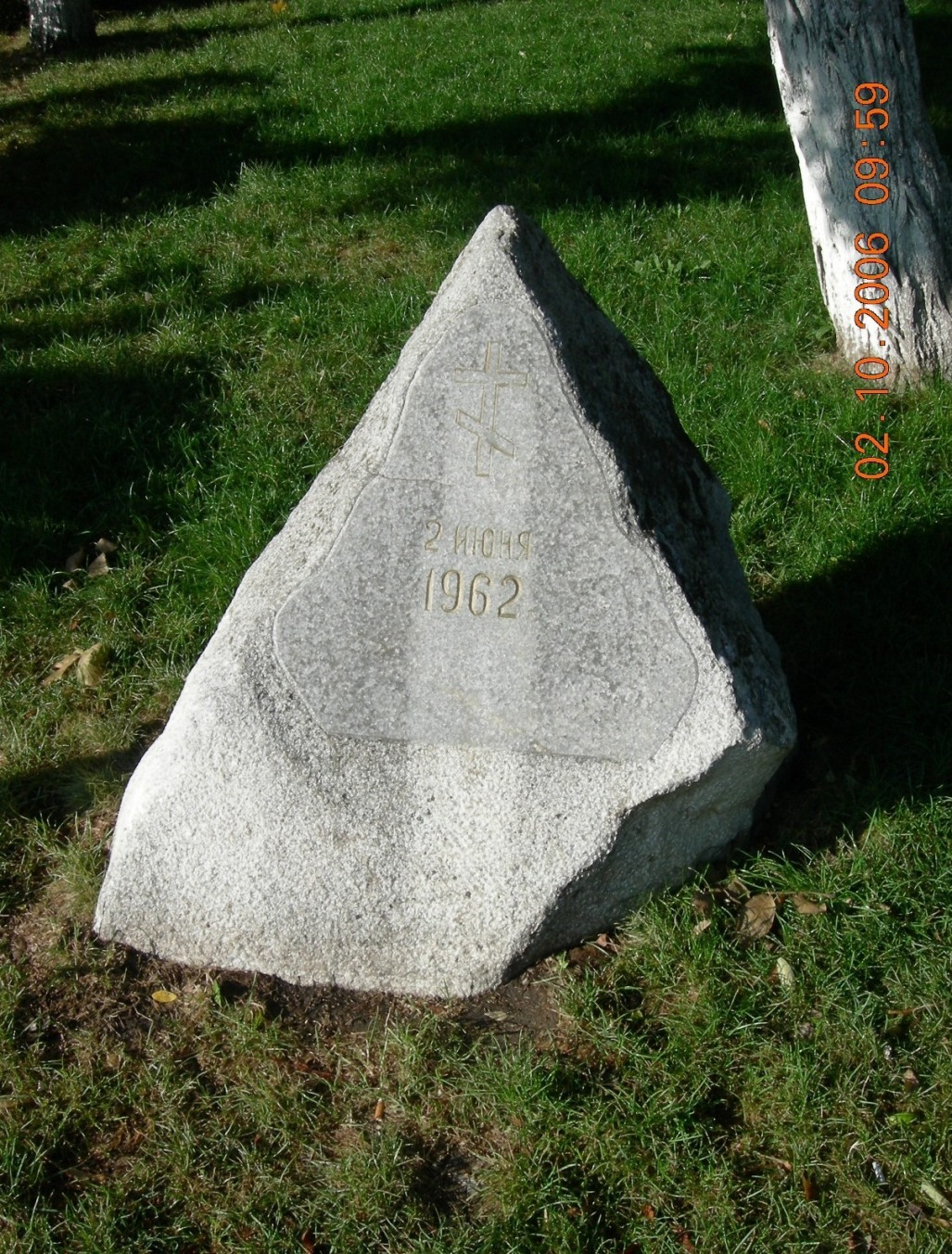
Pierre commémorative du massacre, à Novotcherkassk.

Le massacre de Novotcherkassk désigne la répression d’un mouvement social à l’usine de locomotives de Novotcherkassk en juin 1962. Le bilan est de 26 contestataires tués et 87 blessés.

## Contexte
Les années qui suivent la mort de Joseph Staline en 1953 donnent lieu à une multiplication des mouvements sociaux en Union soviétique. La brusque libération d’un million de prisonniers du goulag, dès l'annonce de la mort du dictateur, mine la crainte qu’inspire le pouvoir. Des émeutes ouvrières exigent le respect de l’égalitarisme proclamé, les croyants militent pour un élargissement de l'influence de la religion et la déstalinisation est mal vécue en Géorgie, d'où était originaire Staline, conduisant à plusieurs soulèvements. L'historien Vladimir A. Kozlov note que dans l’ensemble, ces révoltes s'apparentaient « à une démarche archaïque où le peuple, conservateur et loyal, enverrait des "signaux" à un État plus paternaliste que totalitaire, et non à un mouvement révolutionnaire ou démocratique ».
Le 1er juin 1962 Nikita Khrouchtchev décide l’augmentation des prix pour la viande et le beurre en Union soviétique. Parallèlement les normes de production pour les ouvriers sont revues à la hausse, entraînant une réduction de facto des salaires.

## Déroulement
Le mouvement social débute le 1er juin 1962 et critique les conditions de travail dans l’usine de construction de locomotives de Novotcherkassk Boudienny. Les ouvriers de l’aciérie et de la forge cessent le travail après le refus de la direction d’écouter leurs doléances. Vers midi toute l’usine est en grève.
Les grévistes se mettent en marche pour se rendre à la mairie et le mouvement se répand dans d’autres entreprises après l’arrestation de 30 grévistes par la police.
À ce point les rapports divergent sur la réponse des autorités, en particulier sur la question de savoir qui de l’Armée ou des forces du KGB a ouvert le feu sur les manifestants. Le bilan est de 26 tués et 87 blessés, dont 3 meurent finalement de leurs blessures. La ville est soumise au couvre-feu, les morts sont enterrés en secret dans divers cimetières de l’oblast de Rostov.
Le lendemain un nouveau groupe de manifestants se réunit sur la place centrale, 116 d'entre eux sont arrêtés. Quatorze sont condamnés lors de procès expéditifs dont sept à la peine capitale et exécutés rapidement. Les autres écopent de peines allant de dix à quinze ans. D'autres participants et leurs familles sont exilés en Sibérie.
Les événements sont classés secrets en Union soviétique bien qu'ils soient rapidement connus en Occident. Il faut attendre 1992 pour que le public russe soit informé de la tragédie.

## Dans la culture populaire
Le massacre de Novotcherkassk est raconté dans le long métrage Chers Camarades ! réalisé en 2020 par Andreï Kontchalovski.